# Narodowy Dzień Pamięci Żołnierzy Armii Krajowej
Narodowy Dzień Pamięci Żołnierzy Armii Krajowej – polskie święto państwowe obchodzone 14 lutego - w rocznicę powołania w 1942 przez  gen. Władysława Sikorskiego Armii Krajowej, która powstała w wyniku przekształcenia Związku Walki Zbrojnej w Armię Krajową. Upamiętnia żołnierzy AK i ich czyn zbrojny podczas II Wojny Światowej.
Święto zostało ustanowione ustawą Sejmu RP z dnia 9 stycznia 2025 roku poprzez aklamację. Ustawa została podpisana przez Prezydenta RP Andrzeja Dudę 6 lutego tego samego roku.